# Joannes Hermans
Joannes Hermans, aussi appelé Monsú Aurora, né à Anvers vers 1630 et mort vers 1677, est un peintre flamand de natures mortes qui a travaillé en Italie et à Anvers où il a contribué au développement de la nature morte baroque.

## Biographie
Les détails sur la vie de Joannes Hermans sont rares. On pense qu'il est né à Anvers, où il est enregistré comme élève du peintre Adriaen Willenhoudt en 1644. On suppose qu'il a travaillé dans l'atelier anversois du peintre de nature morte Jan Fijt, car la main d'Hermans a été identifiée dans une peinture collaborative de Fijt.
Il voyage en Italie où on a trace de sa présence à Rome de 1657 à 1665 et est connu sous le nom de « Monsú Aurora ». Il bénéficie d'un patronage de haut niveau à Rome, comme en témoigne la commande de décorer le palais romain de Camillo Francesco Maria Pamphili. Il peint une grande toile et 38 compositions plus petites représentant des animaux morts et vivants, certains dans des paysages marécageux. Celles-ci font partie d'un ensemble d'environ 50 peintures sur ce thème que Pamphili avait commandées, à des fins éducatives et décoratives.

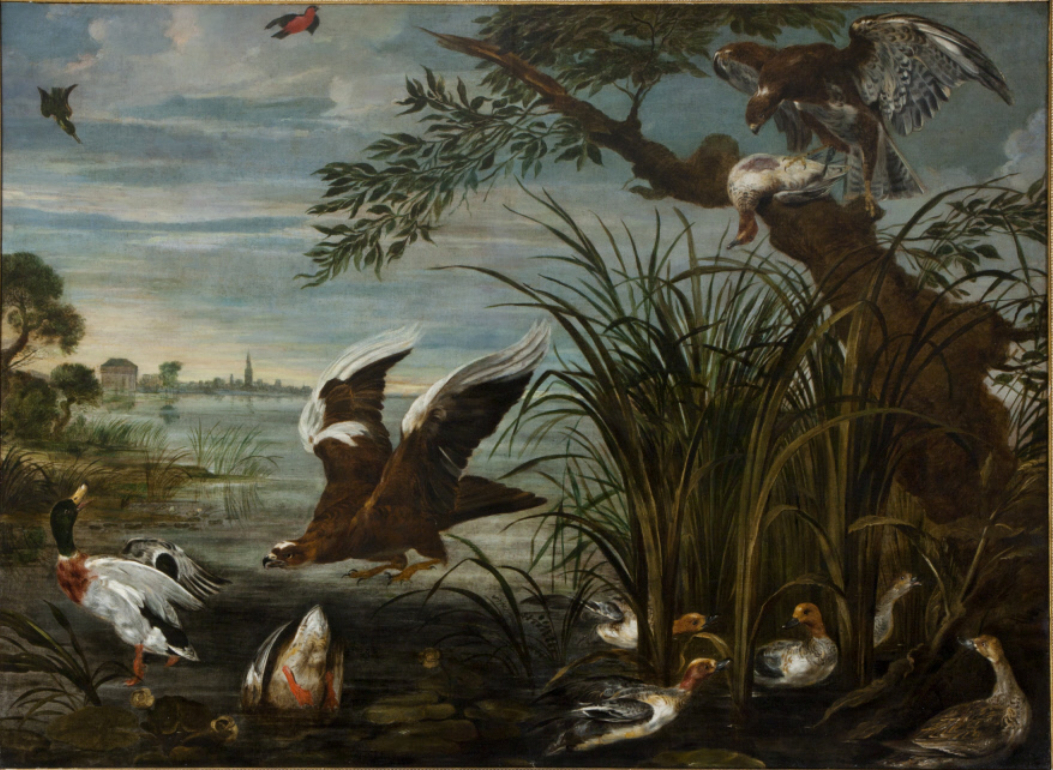
Scène de rivière avec des canards et des oies attaqués par des faucons.

Hermans bénéficie également du mécénat des familles Corsini, Colonna et Imperiali comme le montre la présence de ses œuvres dans les inventaires romains de l’époque. Ses compositions sont également appréciées par le peintre animalier flamand David de Koninck et le peintre de natures mortes italien Pietro Navarra, qui ont tous deux travaillé à Rome pendant la seconde moitié du XVIIe siècle.
Il retourne à Anvers en 1665 et devint maître de la Guilde de Saint-Luc locale. On ne sait quand ni où il est mort, la date se situe probablement en 1665 ou après, et avant 1687.

## Œuvre

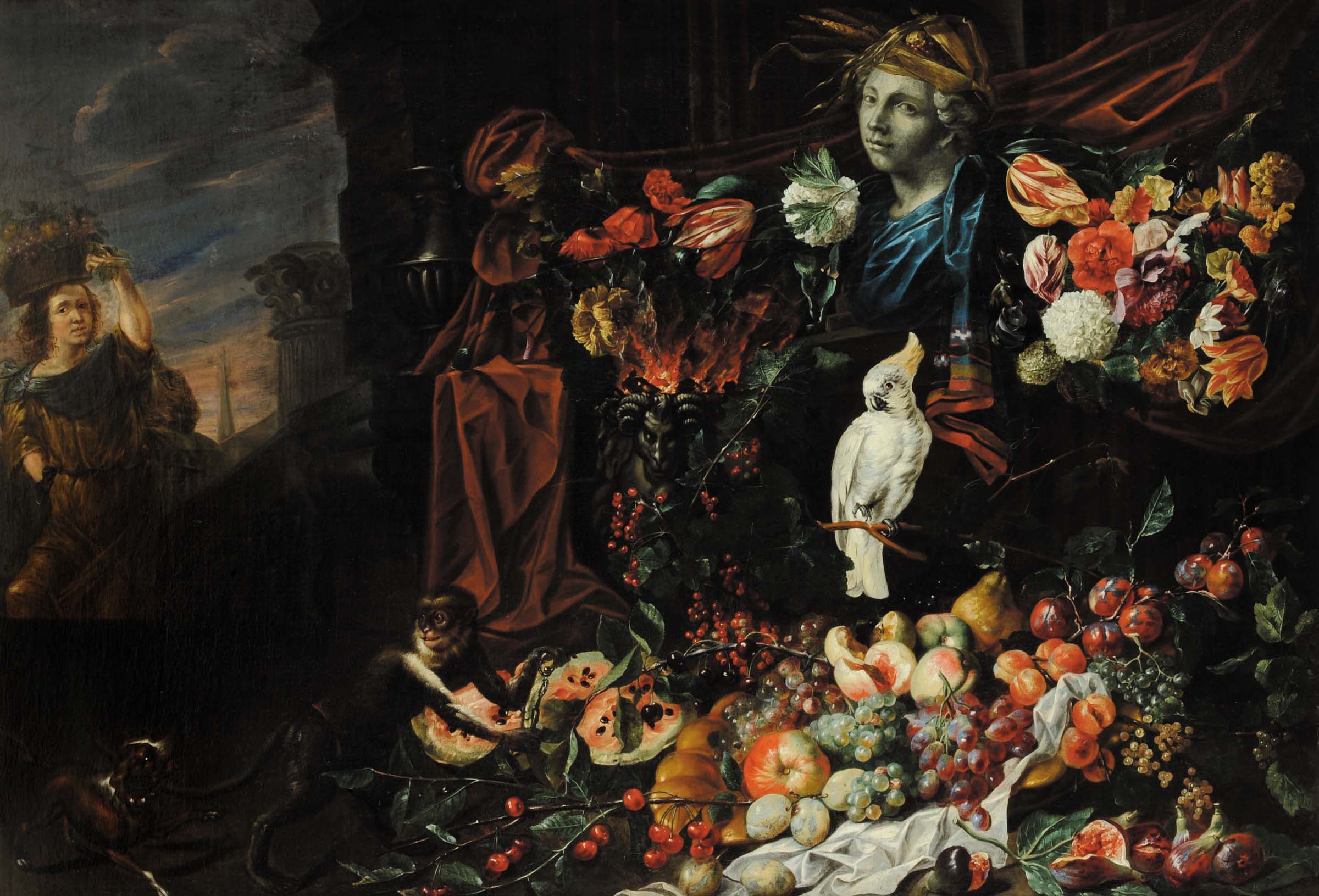
Nature morte autour d'un buste de Cérès.

Joannes Hermans peint principalement des animaux et des natures mortes. De sa période anversoise, un seul tableau signé est connu.
Ce n'est que grâce aux recherches d'Eduard A. Safarik et d'autres chercheurs dans les années 1970 que l'artiste connu en Italie sous le nom de « Monsù Aurora» est identifié à Joannes Hermans. Leurs conclusions sont confirmées par la présence du monogramme « JHF » (Joannes Hermans Fecit) sur l'un des tableaux du Palais Pamphili attribué à Monsù Aurora. L'attribution d'autres œuvres a confirmé son importance parmi les peintres de natures mortes du XVIIe siècle.
Ses natures mortes grandioses mêlant figures humaines, fleurs et fruits anticipent l'arrivée à Rome en 1653 d' Abraham Brueghel qui crée des compositions baroques à grande échelle de fleurs, de fruits et d'animaux. Un exemple d'une telle composition à grande échelle d'Hermans est la Nature morte autour d'un buste de Cérès de 1653 (vendue à Cambi Casa d'Aste le 15 mars 2011 à Gênes, lot 1452). Ces compositions à l'objectivité fraîche et distante célèbrent les teintes colorées des plumages, créant une ambiance « surréaliste ».

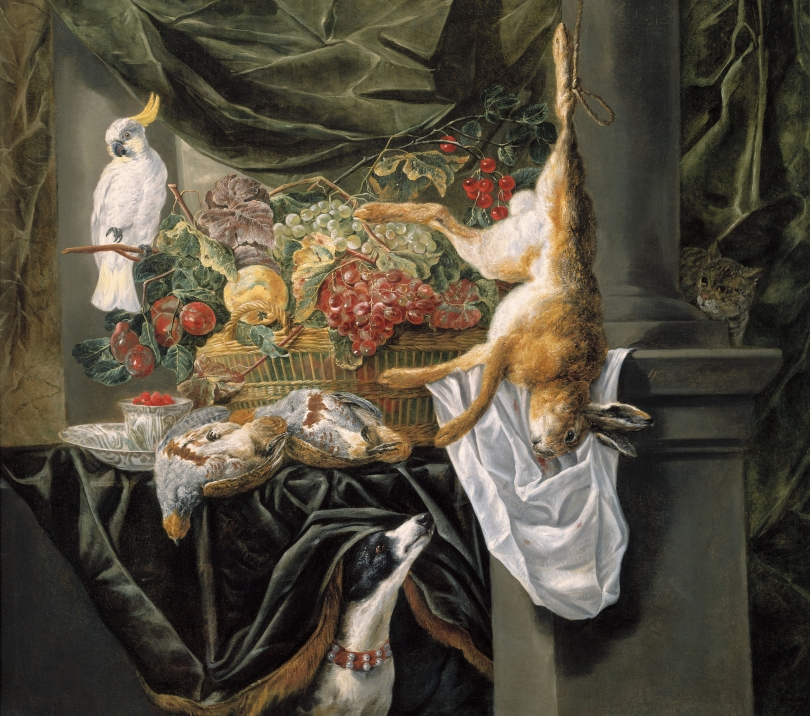
Nature morte avec fruits, trophées de chasse, un perroquet, un chat et un chien.

Dans ses compositions, Hermans révèle sa dette envers le grand peintre flamand animalier Jan Fyt. La série de gravures d'oiseaux de Pieter Boel, un autre peintre animalier flamand qui séjourna à Rome avant 1650 semble également avoir été une source d'inspiration pour son travail. Il doit également avoir connu l'œuvre de Nicasius Bernaerts, connu en Italie sous le pseudonyme de Monsù Nicasio.
Hermans a également créé des peintures de guirlandes de fleurs. Ces peintures sont un type particulier de nature morte développé à Anvers par des artistes tels que Jan Brueghel l'Ancien, Hendrick van Balen, Frans Francken le Jeune, Peter Paul Rubens et Daniel Seghers. Ils montrent généralement une guirlande de fleurs autour d'une image dévote ou d'un portrait. Les peintures de guirlande sont généralement des collaborations entre un peintre de nature morte et un peintre de personnages,. Deux tableaux de guirlandes d'Hermans, représentant des guirlandes de fleurs autour respectivement d'un garçon et d'une fille, sont dans des collections privées.

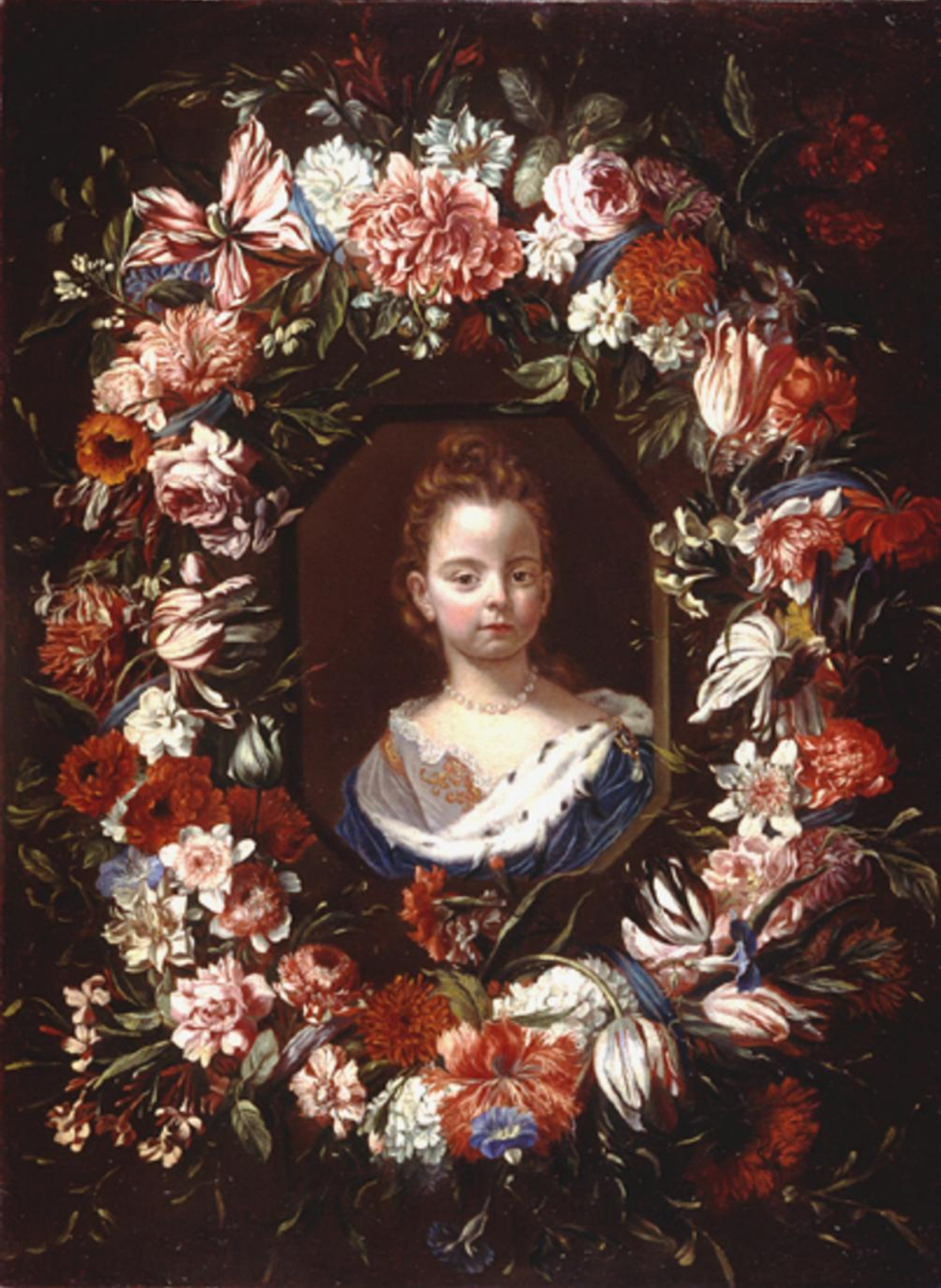
Portrait d'une jeune fille dans une guirlande.

Hermans est connu pour avoir collaboré avec d'autres artistes. Une nature morte avec des fruits, des trophées de chasse, un perroquet, un chat et un chien est une collaboration avec Jan Fyt. Dans cette peinture, chaque artiste était responsable de différentes parties. La composition générale a été réalisée par Fijt, qui a également peint des parties clés de la composition, telles que le lièvre mort, les perdrix et le chien. La finition du tableau a été confiée à un assistant de l’atelier. Bien que l'assistant reste généralement anonyme, dans cette composition, il a été identifié comme Joannes Hermans. Dans la Nature morte signée et datée d'Hermans autour d'un buste de Cérès de 1653, on peut voir le même perroquet touffeté tandis que le fruit est également rendu de manière presque identique.